# Jurjong
A Jurjong  (hangul: 유령, RR: Yuryeong), angol címén Phantom (vagy alternatív címén Ghost), 2012-ben a dél-koreai SBS csatornán bemutatott krimi televíziós sorozat Szo Dzsiszop (So Ji-seop), I Jonhi (Lee Yeon-hui), Om Gidzsun (Eom Gi-jun), Kvak Tovon (Kwak Do-won) és Szong Hajun (Song Ha-yun) főszereplésével. A sorozat középpontjában egy kiberbűnözéssel foglalkozó rendőrcsapat áll, akik összeesküvésbe keverednek.

## Történet
Kim Uhjon (Kim U-hyeon) a rendőrség kiberbűnözéssel foglalkozó osztályának csapatvezetője. Hosszú ideje üldözik a Hades nevű hackert, majd amikor éppen sikerül bemérni a hacker pontos tartózkodási helyét, Kim és csapattársa, Ju Gangmi (Yu Gang-mi) rendőrnő szemtanúi lesznek, amint egy híres színésznő kizuhan a toronyház egyik ablakából. A nyomok Hadeshoz vezetnek, akiről kiderül, hogy Uhjon (U-hyeon) legjobb barátja volt a rendőrakadémián. A jelek szerint a színésznőt egy videó miatt ölték meg, és ebben a videóban Uhjon (U-hyeon) is szerepel. Hades ki akarja deríteni, mi köze van a makulátlan rendőri múlttal rendelkező Uhjon (U-hyeon)nak mindehhez, és egy elhagyott gyárépületben hívja találkozóra a rendőrt. Valaki más is tartózkodik ott, és felrobbantja az épületet. A két férfi közül Hades éli túl a robbanást, és Ju Gangmi (Yu Gang-mi) segítségével meggyőzi a rendőrséget, hogy ő Uhjon (U-hyeon). A teljes testfelületén megégett férfi plasztikai sebészek segítségével visszakapja a külsejét, s mivel Uhjon (U-hyeon)nak hiszik, az ő arcát állítják vissza. Az immáron Uhjon (U-hyeon)ná vált Hades és a titkát tudó rendőrnő együtt kezdenek bele az ügy felgöngyölítésébe, közben azonban a munkájukat is végezniük kell: veszélyes kiberbűnözőket kell megállítaniuk.

## Szereplők
- Szo Dzsiszop (So Ji-seop): Kim Uhjon / Pak Kijong (Kim U-hyeon / Park Gi-young)
- I Jonhi (Lee Yeon-hui): Ju Gangmi (Yu Gang-mi)
- Om Gidzsun (Eom Gi-jun): Cso Hjonmin (Jo Hyeon-min)
- Kvak Tovon (Kwak Do-won): Kvon Hjokcsu (Kwon Hyeok-ju)
- Szong Hajun (Song Ha-yun): Cshö Szungjon (Choi Seung-yeon)
- Kvon Hehjo (Kwon Hae-hyo): Han Jongszok ( Han Young-seok)
- G.O: I Thegjon (Lee Tae-gyeon)
- Choi Daniel: Pak Kijong (Park Gi-young)/Hades